# Pusztaszer
Pusztaszer is een plaats (község) en gemeente in het Hongaarse comitaat Csongrád. Pusztaszer telt 1674 inwoners (2002).